# Laurenz Demps

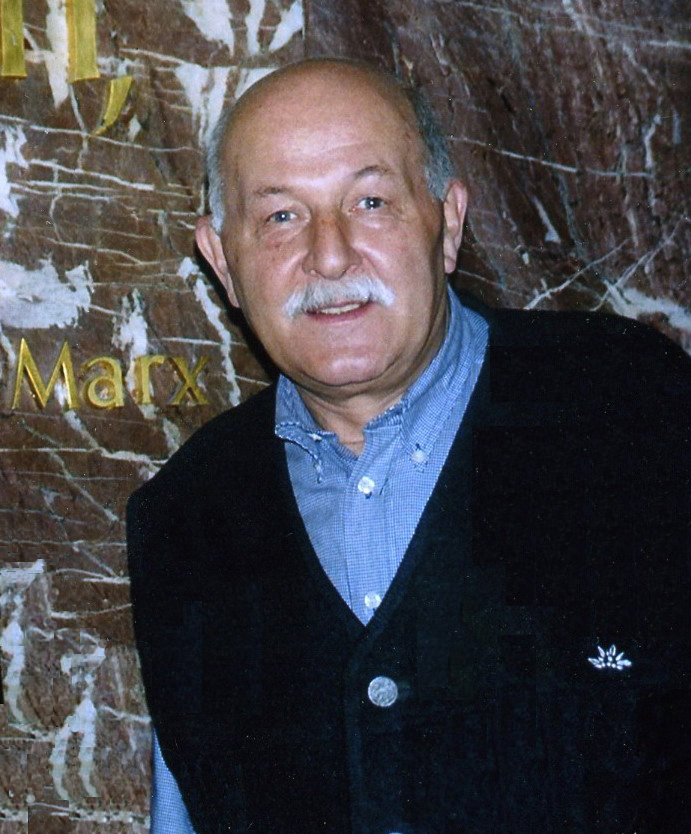
Laurenz Demps im Foyer der Humboldt-Universität zu Berlin

Laurenz Demps (* 24. Juli 1940 in Berlin) ist ein deutscher Historiker. Seine Forschungsschwerpunkte sind die Geschichte Berlins während der Zeit des Nationalsozialismus (Arbeiten zum Themenkomplex Zwangsarbeiter und Zwangsarbeiterlager in der faschistischen Reichshauptstadt Berlin 1939–1945) bzw. des Zweiten Weltkrieges (insbesondere des Luftkrieges) sowie die Geschichte wichtiger Gebäude und Plätze in Berlin.

## Leben
Laurenz Demps absolvierte zunächst eine Lehre als Betriebs- und Verkehrseisenbahner bei der Reichsbahn. Dieser Zeit verdankt er eine Sammlung von Kursbüchern, vor allem aus der Zeit des Nationalsozialismus, die die Rekonstruktion von KZ-Transporten ermöglichen. Er wurde zum Studium delegiert und erwarb zunächst über den Zweiten Bildungsweg der DDR, die Arbeiter-und-Bauern-Fakultät, von 1959 bis 1961 das Abitur. Anschließend studierte er von 1961 bis 1966 Geschichte und Kunstgeschichte an der Humboldt-Universität zu Berlin und wurde 1966 Diplomhistoriker. Danach arbeitete er als Wissenschaftlicher Assistent und Professor an der Humboldt-Universität Berlin. Seit 2005 ist er emeritiert.

## Forschungsschwerpunkt in der Zeit des Nationalsozialismus
Von 1966 bis 1967 war er planmäßiger wissenschaftlicher Aspirant, von 1967 bis 1969 wissenschaftlicher Mitarbeiter bei Friedrich Karl Kaul und unterstützte diesen beim Essener Dora-Prozess vor dem Landgericht Essen. Mit dem Thema Mittelbau-Dora hatte sich Demps seit seinen Studienzeiten beschäftigt. Gemeinsam mit seinen Mitstudenten Götz Dieckmann, Peter Hochmuth, Manfred Pautz und Reimar Riese bildete er eine Forschungsgruppe, die sich intensiv mit dieser Thematik auseinandersetzte. Ende der 1960er Jahre erstellte er Gutachten für KZ-Prozesse.
Im Dezember 1970 promovierte er an der Humboldt-Universität mit der Arbeit Zum weiteren Ausbau des staatsmonopolistischen Apparates der faschistischen Kriegswirtschaft in den Jahren 1943 bis 1945 und zur Rolle der SS und der Konzentrationslager im Rahmen der Rüstungsproduktion. Dargestellt am Beispiel der unterirdischen Verlagerung von Teilen der Rüstungsindustrie zum Dr. phil. (Dissertation A) wiederum über das KZ Mittelbau-Dora. Gutachter waren Walter Bartel, Percy Stulz und Joachim Streisand.
Im März 1982 erfolgte die Dissertation B über die Anfänge der Gestapo mit der Arbeit Der Übergang der Abteilung I (politische Polizei) des Berliner Polizeipräsidiums in das geheime Staatspolizeiamt (1933/34).

## Forschungsschwerpunkt Stadtbild Berlin in der Neuzeit
Seit September 1983 war Demps Hochschuldozent für Territorialgeschichte an der Sektion Geschichte an der Humboldt-Universität zu Berlin, 1988 wurde er zum außerordentlichen Professor für Berlin-Brandenburgische Territorialgeschichte ernannt und lehrte bis zu seiner Emeritierung 2005 Landesgeschichte Berlin-Brandenburgs im 18., 19. und 20. Jahrhundert.
Er wurde daher 2000 in die Internationale Expertenkommission „Historische Mitte Berlin“ berufen, die sich mit dem Wiederaufbau des Berliner Stadtschlosses befassen sollte („Schlossbaukommission“). Für die geschichtliche Einordnung zahlreicher Gebäude wurde er mit Gutachten beauftragt (1978: Platz der Akademie, 1991: Potsdamer Platz, 1991: Schiffbauerdamm, 1992: Invalidenfriedhof, 2003: Schadowhaus).

## Politische Aktivitäten
Seit 1981 saß er für den Kulturbund der DDR in der Stadtverordnetenversammlung von Berlin. Nach dem Fall der Berliner Mauer war er von 1989 bis 1990 ihr Vorsitzender.

## Schriften
Aufgeführt werden nur Monografien (keine Aufsätze und Gutachten), die Laurenz Demps ohne Koautoren verfasst hat; insgesamt hat er weit über 30 Titel geschrieben. Das jüngste vollständige Verzeichnis wurde publiziert von
- Sebastian Panwitz: Vier Jahrzehnte Stadt- und Regionalgeschichtsschreibung. Die Arbeiten des Berlin-Historikers Prof. Dr. Laurenz Demps 1968–2005. In: Kurt Wernicke, Wolfgang Voigt (Hrsg.): Stadtgeschichte im Fokus von Kultur- und Sozialgeschichte. Festschrift für Laurenz Demps. Trafo, Berlin 2006, S. 487–496.

Monografien:
- Berliner Miniaturen. Historische Baudenkmale Berlin, Berlin 1987.
- Der Gensd’armen-Markt. Gesicht und Geschichte eines Berliner Platzes, Berlin 1987.
- Die Neue Wache. Entstehung und Geschichte eines Bauwerks, Militärverlag der DDR, Berlin 1988.
- Das Brandenburger Tor, Berlin 1991.
- Der Schlesische Bahnhof in Berlin, Berlin 1991.
- Der Schiffbauerdamm. Ein unbekanntes Kapitel Berliner Stadtgeschichte, Berlin 1993.
- Der schönste Platz Berlins. Der Gendarmenmarkt in Geschichte und Gegenwart, Berlin 1993.
- Berlin-Wilhelmstraße. Eine Topographie preußisch-deutscher Macht, Berlin 1994.
- Der Pariser Platz. Der Empfangsalon Berlins, Berlin 1995.
- Der Invalidenfriedhof. Denkmal preußisch-deutscher Geschichte in Berlin, Berlin 1996.
- Die Oranienburger Straße. Von der kurfürstlichen Meierei zum modernen Stadtraum, Berlin 1998.
- Zwischen Mars und Minerva. Wegweiser über den Invalidenfriedhof. Ein Verzeichnis der auf dem Invalidenfriedhof zu Berlin noch vorhandenen Grabdenkmale, Berlin 1998.
- Der Berliner Dom, Berlin 1999.
- Das Brandenburger Tor. Ein Symbol im Wandel, Berlin 2003.
- Das Neue Ullstein-Haus, Friedrichstr. 126, Berlin 2004.
- Die Neue Wache. Vom königlichen Wachhaus zur Zentralen Gedenkstätte. VBB, Berlin 2011, ISBN 978-3-86650-086-0.
- Luftangriffe auf Berlin. Verlag Ch. Links, Berlin 2012, ISBN 978-3-86153-706-9.